# Джейта
Джейта (араб. جعيتا‎) — город в Ливане в провинции Горный Ливан района Кесерван.
Город находится примерно в 20 километрах к северу от Бейрута. Имеет среднюю высоту 380 метров над уровнем моря и общую площадь 290 гектаров.
Широко известен пещерами Джейта, являющимися популярной туристической достопримечательностью, а также рекой Нахр-эль-Кальб, берущей начало из источника рядом с гротом.
В 1838 году американский протестантский миссионер и учёный Эли Смит посетил Джейту и отметил её как деревню и главным местом проживания маронитов.